# Anysound
«Anysound» es el segundo sencillo oficial del álbum Vision Valley del grupo de garage rock The Vines. La canción es famosa por su video dirigido por Michel Gondry, con la participación de unos títeres imitando cada miembro de la banda. Primero se publicó en YouTube y después en televisión.
Fue lanzado a la venta en Reino Unido en junio y 19 de agosto en Australia ambos en el año 2006.

## Lista de canciones
Sencillo en CD
1. «Anysound» – 1:57
2. «Get Free» (Country Version) – 3:04
3. «Gross Out» (Demo) – 1:20
4. «Going Gone» (Demo) – 2:46

## Posicionamiento en listas
| Lista (2006)                              | Mejor posición |
| ----------------------------------------- | -------------- |
| Australia (ARIA Charts)                   | 91             |
| Reino Unido (The Official Charts Company) | 63             |